# Campeonato Mundial de Tiro al Blanco Móvil de 1983
El VII Campeonato Mundial de Tiro al Blanco Móvil se celebró en Edmonton (Canadá) en el año 1983 bajo la organización de la Federación Internacional de Tiro Deportivo (ISSF) y la Federación Canadiense de Tiro Deportivo. Paralelamente se celebró el XX Campeonato Mundial de Tiro al Plato.

## Resultados

### Masculino
| Evento                            | Oro                           | Plata                             | Bronce                                 |
| --------------------------------- | ----------------------------- | --------------------------------- | -------------------------------------- |
| Blanco móvil 50 m                 | Igor Sokolov URSS 591 pts.    | Tibor Bodnár · Hungría · 587 pts. | András Doleschall · Hungría · 585 pts. |
| Blanco móvil 50 m (equipos)       | URSS 1759                     | Hungría · 1746                    | RFA 1734                               |
| Blanco móvil mixto 50 m           | Sergéi Savostianov URSS 396   | Nikolái Dedov URSS 395            | Jerzy Greszkiewicz · Polonia · 391     |
| Blanco móvil mixto 50 m (equipos) | URSS 1179                     | Polonia · 1149                    | China 1147                             |
| Blanco móvil 10 m                 | Jean-Luc Tricoire Francia 386 | Igor Sokolov URSS 385             | Randy Steward Estados Unidos 370       |
| Blanco móvil 10 m (equipos)       | URSS 1121                     | Francia 1104                      | Estados Unidos 1094                    |

## Medallero
| Núm. | País           | Oro | Plata | Bronce | Total |
| ---- | -------------- | --- | ----- | ------ | ----- |
| 1    | URSS           | 5   | 2     | 0      | 7     |
| 2    | Francia        | 1   | 1     | 0      | 2     |
| 3    | Hungría        | 0   | 2     | 1      | 3     |
| 4    | Polonia        | 0   | 1     | 1      | 2     |
| 5    | Estados Unidos | 0   | 0     | 2      | 2     |
| 6    | RFA            | 0   | 0     | 1      | 1     |
|      | China          | 0   | 0     | 1      | 1     |
|      | TOTAL          | 6   | 6     | 6      | 18    |